# Charles-Noël Martin
Pour les articles homonymes, voir Charles Martin et Martin.
Charles-Noël Martin (25 décembre 1923 à Saint-Ouen - 20 décembre 2005 à Saint-Nazaire) est un physicien nucléaire français, vulgarisateur scientifique, journaliste et traducteur.

## Biographie
Charles-Noël Martin passe son enfance et son adolescence en Tunisie. Après des études à l'université d'Alger puis a Polytechnique, il a travaillé en collaboration avec Irène Joliot-Curie, il devient à ses débuts membre du CNRS.
Il est l'auteur d'une communication « Sur les effets cumulatifs provoqués par les expériences nucléaires à la surface du globe » à l'Académie des sciences de Paris, présentée par le physicien Louis de Broglie en novembre 1954. 
Membre à part entière de l'équipe de journalistes de la revue Planète, développant le réalisme fantastique durant les années 1960 avec Louis Pauwels, Jacques Bergier,  Aimé Michel, Rémy Chauvin, George Langelaan, et un autre physicien, Jean Charon.
Il est à l'origine de la diffusion en France des travaux effectués aux États-Unis sur la présence de la vie fossile dans les météorites durant les années 1960, exposées pour le grand public dans la presse, la radio, la télévision, des livres, etc.
Il se passionne durant toute sa vie pour l'œuvre de Jules Verne. Il rédige de très nombreux articles scientifiques (dans Sciences et Avenir, Le Figaro Littéraire, ou Question de notamment), ainsi qu'un essai philosophique intitulé L'Homme Galactique: introduction à la philosophie du troisième millénaire.

### Traductions
- Les Télécommunications, Arnold Hugh William Beck, 1968 ;
- Voici l'espace, Wernher Von Braun, 1969 (avec Jean Charon) ;
- Le Soleil, la terre et la radio, John Aschworth Ratcliffe, 1970 ;
- Les OVNI en U.R.S.S. et dans les pays de l'Est, Ion Hobana, 1976 ;
- Les Dix mille prochaines années, Adrian Berry, 1978 ;
- Rien d'autre que l'amour, Jack London et Anna Strunsky, 1983 ;
- Le Mexique puni - Le droit à la vie, Jack London, 1984 ;
- Saint-Yves: ou le prisonnier d'Édimbourg, Robert Louis Stevenson, 1987 (+ notes) ;
- Le cycle de Mars, Edgar Rice Burroughs, 1988-89, rééd. 1994 ;
- Les mutinés de l'Elseneur, Jack London, 1994, rééd. 2004.